# Liste du patrimoine immobilier classé de Herbeumont
Cette page regroupe l'ensemble du patrimoine immobilier classé de la commune belge de Herbeumont.
| Objet                                                           | Année de construction / Architecte | Adresse              | Section communale | Coordonnées                      | Numéro d’inventaire | Illustration                             |
| --------------------------------------------------------------- | ---------------------------------- | -------------------- | ----------------- | -------------------------------- | ------------------- | ---------------------------------------- |
| Site formé par les ruines et les abords du château d'Herbeumont |                                    |                      |                   | 49° 47′ 20″ nord, 5° 13′ 42″ est | 84029-CLT-0001-01   | Ruines et abords du château d’Herbeumont |
| Ruines du château féodal d'Herbeumont                           |                                    |                      |                   | 49° 46′ 36″ nord, 5° 13′ 58″ est | 84029-CLT-0002-01   | Ruines du château d’Herbeumont           |
| Lavoir de la charbonnière                                       |                                    | Rue du château       |                   | 49° 46′ 28″ nord, 5° 14′ 04″ est | 84029-CLT-0003-01   | Lavoir de la charbonnière                |
| Maison Casaquy                                                  |                                    | Rue Paul Mernier, 14 |                   | 49° 48′ 20″ nord, 5° 21′ 31″ est | 84029-CLT-0005-01   | Image manquanteTéléverser                |
| Chapelle Saint-Roch                                             |                                    | Rue du château, 30   |                   | 49° 46′ 36″ nord, 5° 14′ 07″ est | 84029-CLT-0007-01   | Image manquanteTéléverser                |
| Site formé par les ruines et les abords du château d'Herbeumont |                                    |                      |                   | 49° 47′ 20″ nord, 5° 13′ 42″ est | 84029-PEX-0001-04   | Ruines et abords du château d’Herbeumont |